# Quattro nobili verità

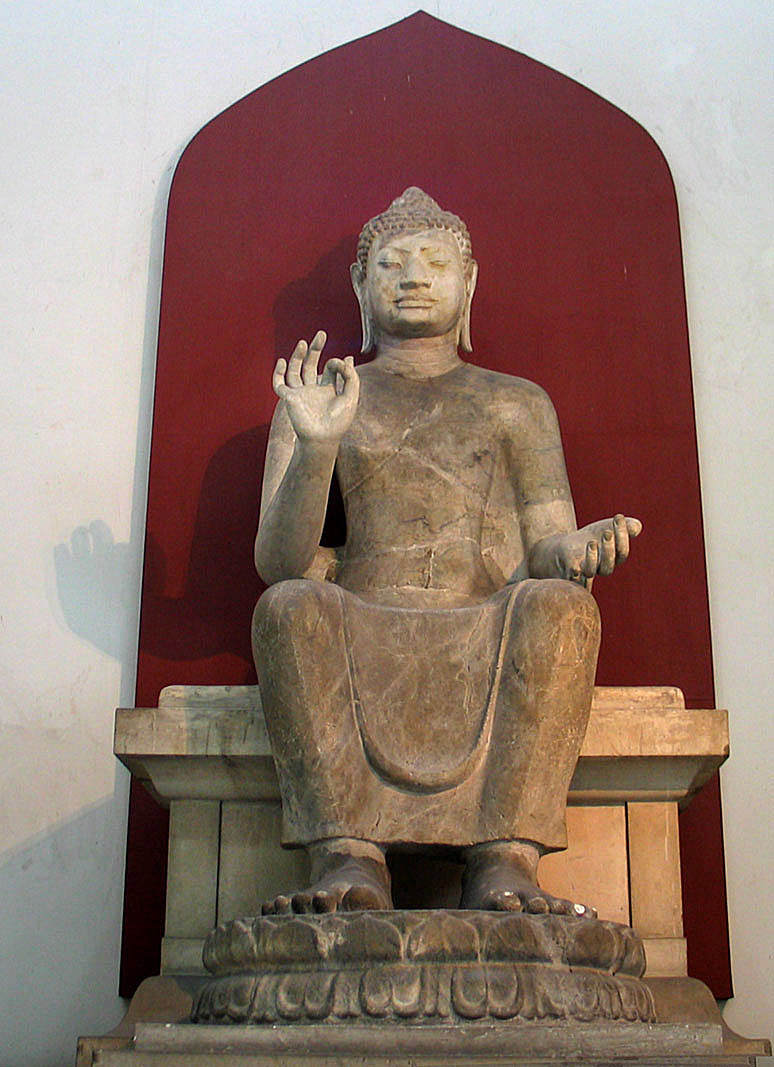
Statua del Buddha Shakyamuni del tempio di Phra Pathom Chedi a Nakhon Pathom, Thailandia. La sua mano destra è sollevata nel vitarkamudrā, il "gesto di esposizione della dottrina", con il pollice e l'indice che formano la "Ruota del Dharma"; la mano sinistra è invece nellvaradamudrā, il "gesto di esaudimento dei desideri" ovvero la disponibilità ad esaudire i desideri dei fedeli. La uṣṇīṣa che emerge dal capo è nella classica forma a punta dell'arte thailandese.

Le quattro nobili verità (in sanscrito: चत्वारि आर्यसत्यानि catvāri-ārya-satyāni, pāli cattāri ariya-saccāni, cinese 四諦 pinyin sì dì Wade-Giles ssu-ti, giapponese shitai, tibetano  'phags pa'i bden pa bzhi, bden pa rnam pa bzhi, coreano 사제 sa che, vietnamita tứ đế) rappresentano un elemento cardine della dottrina buddista.
La narrazione classica delle vicende che portarono  Siddhārtha Gautama, detto il Buddha, a sviluppare la dottrina della religione, di cui fu il primo maestro, lo riporta tanto sollecito e ansioso di risolvere il problema esistenziale di base della vita umana, dall'abbandonare la vita principesca di palazzo per intraprendere le varie vie di ricerca e di pratica religiosa del tempo.
La prima conclusione ferma di tale ricerca fu lo sviluppo della dottrina delle quattro nobili verità, della cui essenza gli sorse la consapevolezza durante una meditazione condotta nel Parco dei Cervi (o delle gazzelle) di Sārnāth, presso Varanasi.

## La formulazione delle quattro nobili verità
La formulazione classica delle "quattro nobili verità", esposta nel "Discorso della messa in moto della ruota della Dottrina" (Dharmacakrapravartana Sūtra, sans., Dhammacakkappavattana Sutta, pāli) è:
|     | Italiano                                              | Sanscrito      | Pāli           | Cinese | Cinese pinyin | Cinese Wade-Giles | Giapponese | Tibetano                |
| --- | ----------------------------------------------------- | -------------- | -------------- | ------ | ------------- | ----------------- | ---------- | ----------------------- |
| I   | Verità del dolore                                     | duḥkha-satya   | dukkha sacca   | 苦諦   | kǔdì          | k'u-ti            | kutai      | sdug-bsngal-gyi bden-pa |
| II  | Verità dell'origine del dolore                        | samudaya-satya | samudaya sacca | 集諦   | jídì          | chi-ti            | jittai     | kun-'byung-gi bden-pa   |
| III | Verità della cessazione del dolore                    | nirodha-satya  | nirodha sacca  | 滅諦   | mièdì         | mieh-ti           | mettai     | 'go-pa'i bden-pa        |
| IV  | Verità della via che porta alla cessazione del dolore | mārga-satya    | magga sacca    | 道諦   | dàodì         | tao-ti            | dōtai      | lam-gyi bden-pa         |

### La Verità del dolore

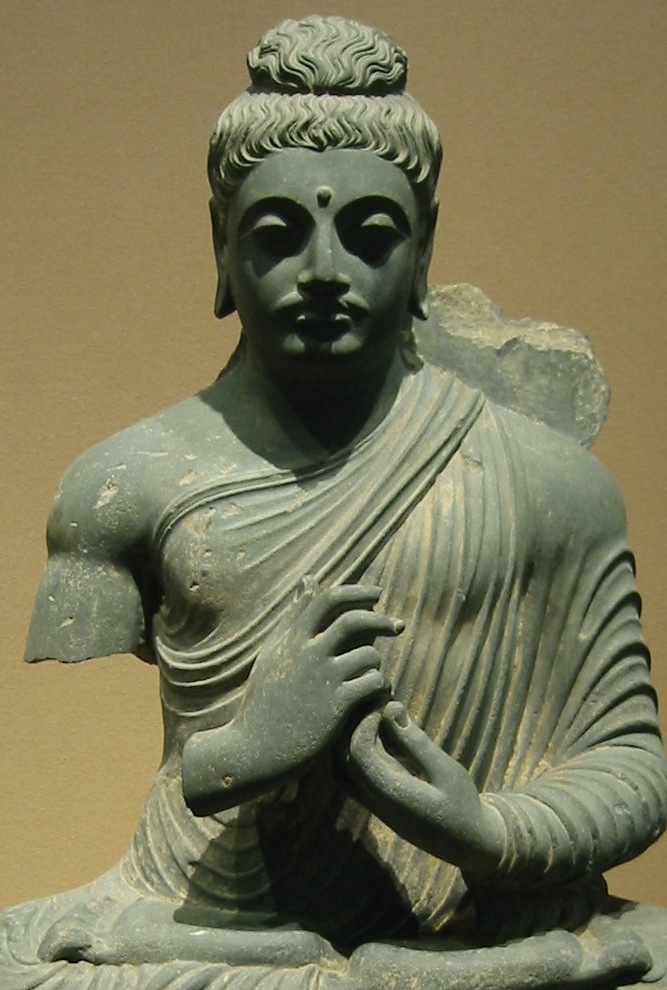
Buddha ritratto nell'arte del Gandhāra con la caratteristica uṣṇīṣa posta in cima alla testa e la ūrṇā in mezzo agli occhi, ambedue segni di un Buddha (vedi: Trentadue segni maggiori di un Buddha, san. Dvātrimāśadvaralakṣaṇa). Le mani sono poste nel "Gesto di somma illuminazione" (bodhyagrimudrā): l'indice della mano sinistra è avvolto dalle dita della mano destra, il che indica che la Realtà assoluta, l'Uno, è avvolta dalla Realtà fenomenica, il molteplice.

Nella vita degli esseri senzienti (sanscrito sattva, pāli satta, cin. 衆生 zhòngshēng, giapp. shūjō, tib. sems-can), tra cui l'essere umano, è insita la "sofferenza" (Duḥkha) Tale esperienza del dolore riguarda anche i momenti di "appagamento" e "serenità" in quanto essi stessi impermanenti. Nei testi canonici il Buddha Shakyamuni individua otto tipi di dolore:
1. Il dolore della nascita, causato dalle caratteristiche del parto e dal fatto di generare le sofferenze future.
2. Il dolore della vecchiaia, che indica l'aspetto di degrado dell'impermanenza.
3. Il dolore della malattia, determinato dallo squilibrio fisico.
4. Il dolore della morte, generato dalla perdita della vita.
5. Il dolore causato dall'essere vicini a ciò che non "piace".
6. Il dolore causato dall'essere lontani da ciò che si "desidera".
7. Il dolore causato dal non "ottenere" ciò che si "desidera".
8. Il dolore causato dai cinque skandha (o aggregati), ovvero dalla loro unione e dalla loro separazione. Questi sono: il corpo, (rūpa), quale manifestazione dei 4 elementi terra, aria, fuoco e acqua; le sensazioni (vedanā); le percezioni (saññā); le formazioni mentali (sankhāra); la coscienza (viññāna).

Questa lista di otto dolori viene riassunta in tre categorie (san. tri-duḥkhatā, pāli tidukkhatā, cin. 三苦 sānkǔ, giapp. sanku, tib. sdug bsngal gsum):
1. Dolore in quanto tale (san. duḥkha duḥkhatā, pāli dukkha dukkhatā, cin. 苦苦 kǔkǔ, giapp. kuku, tib. sdug-bsngal-gyi sdug-bsngal). Questa categoria riassume i dolori inerenti alla nascita, alla malattia, alla vecchiaia e alla morte. Ma anche quelli riguardanti all'essere uniti a ciò che non si desidera e a quelli procurati nel cercare di fuggire lo stesso dolore.
2. Dolore per ciò che muta (san. vipariṇama duḥkhatā, pāli viparinama dukkhatā, cin. 壞苦 huài kǔ, giapp. e ku, tib.  'gyur-ba'i sdug-bsngal). In questa categoria vengono riassunte le sofferenze procurate dall'impermanenza come quelli dell'essere separati da ciò che si desidera o quelli generati da non ottenere ciò che si brama.
3. Dolore generato dall'esistenza (san. saṃskāra duḥkhatā, pāli saṃkhāra dukkhatā, cin. 行苦 xíngkǔ, giapp. gyōku, tib. khyab-pa 'dubyed-ky sdug-bsngal). In questa categoria vengono elencati i dolori relativi all'insoddisfazione perenne procurata dall'esistenza nel saṃsāra: la frustrazione, l'inutilità di numerose nostre attività. Queste sofferenze sono collegate ai cinque skandha (o aggregati) e ai relativi attaccamenti.

Il "dolore" affligge l'uomo a motivo dell'impermanenza sia propria che di tutto ciò che sperimenta e conosce in vita, per effetto della sua nascita immersa nel saṃsāra e per l'adesione alla credenza in un sé imperituro.
Questa sofferenza si rivela ed è percepita non solo quando si constata l'ineluttabilità di malattia, vecchiaia e morte, ma anche quando si è costretti al contatto con ciò che non si ama (contatti, connessioni, relazioni, interazioni con persone, cose od eventi sgradevoli ecc.), come pure è percepita quando si è costretti alla separazione da ciò che si ama o in cui ci si diletta, o ancora quando si risente di un disagio esistenziale derivante dallo scontrarsi con una realtà che non soddisfa la propria adesione all'idea di un sé solido, affidabile ed imperituro. La frustrazione dei desideri è una delle più usuali percezioni del "dolore".
Più in generale, la constatazione che viene fatta nella "Prima nobile verità" è che esiste nella vita dell'uomo una "sofferenza" associata indistricabilmente all'essere nel mondo un mutevole «composto di aggregati».

### La Verità dell'origine del dolore
Il "dolore" non è colpa del mondo, né del fato o di una divinità; né avviene per caso. Ha origine dentro di noi, dalla ricerca della felicità in ciò che è transitorio, spinti dalla sete, o brama (sanscrito tṛṣṇā, pāli taṇhā, cin. 愛 ài, giapp. ai, tib. sred pa), per ciò che non è soddisfacente. Si manifesta nelle tre forme di:
- kāmatṛṣṇā (pāli kāmataṇhā, cin. 欲愛 yùài, giapp.  yoku ai, tib.  'dod pa la 'dun pa) o "brama di oggetti sensuali";
- bhavatṛṣṇā (pāli bhavataṇhā, cin. 有愛 yǒuài, giapp. u ai, tib.  srid pa'i sred pa) o "brama di esistere";
- vibhavatṛṣṇā (pāli vibhavataṇhā, cin. 無有愛 wúyǒuài, giapp. mu u ai, tib. 'jig pa la sred pa) o "brama di annullare l'esistenza".

### La Verità della cessazione del dolore
"Esiste l'emancipazione dal dolore".
Per sperimentare l'emancipazione dal dolore, occorre lasciare andare tṛṣṇā, l'attaccamento alle cose e alle persone, alla scala di valori ingannevoli per cui ciò che è provvisorio è maggiormente desiderabile. Questo stato di cessazione viene denominato nirodha (san. e pāli, cin. 滅 miè, giapp. metsu, tib. gog pa).

### La Verità della via che porta alla cessazione del dolore
"Esiste un percorso di pratica da seguire per emanciparsi dal dolore".
È il percorso spirituale da intraprendere per avvicinarsi al nirvāṇa (pāli nibbāna, cin. 涅槃 nièpán, giapp. nehan, tib. mya ngan las 'das pa).

Esso è detto il Nobile ottuplice sentiero.

## La dottrina delle quattro nobili verità nella scuola Theravāda e nel Visuddhimagga di Buddhaghosa
Nella scuola buddhsta Theravāda, la dottrina delle quattro nobili verità è il cardine del proprio messaggio di "salvezza" dal dolore offerto, secondo gli insegnamenti di questa scuola, agli esseri umani capaci e ben disposti ad ascoltare, ad imparare e a metterne in pratica le dottrine. A proposito dell'insegnamento delle quattro nobili verità il Buddha disse averlo scoperto tramite la propria conoscenza intuitiva, e che esistano o no i Buddha queste quattro verità esistono, essendo un Buddha chi le rivela al mondo. Lo sforzo esegetico di questa scuola su questa dottrina è stato profondo, in particolar modo con il Visuddhimagga, opera del monaco indiano Buddhaghosa (V secolo d.C.).  In questa opera Buddhaghosa sottolinea come queste verità insegnate dal Buddha Shakyamuni siano 'solo' quattro, implicando una globale valutazione dell'esistenza umana e come, attraverso questa stessa esistenza, si possa realizzare la "liberazione" dal dolore. Secondo Buddhaghosa, la "liberazione" emerge proprio quando si ha una immediata, simultanea e quadruplice consapevolezza di queste "verità". Ma le quattro nobili verità per Buddhaghosa sono tutte immancabilmente vuote, così recita il Visuddhimagga: 
Le quattro nobili verità e la loro vacuità vanno tuttavia apprese in una singola intuizione e in un solo istante, così John Ross Carter: «Sebbene la tradizione [Theravāda]  abbia continuato a elaborare analisi delle Quattro Verità formulate in base a varie composizioni numeriche (più spesso con il numero sedici) essa ha mantenuto la convinzione che quando le verità vengono pienamente afferrate e soteriologicamente conosciute ciò avvenga con un'unica conoscenza, per mezzo di una singola intuizione e in un solo istante. Questa conoscenza delle Quattro Verità, sostengono, è di per sé salvifica.».

### Dodici Fasi
Il "Discorso della messa in moto della ruota della Dottrina" individua tre fasi nella comprensione di ogni verità, per un totale di dodici passi. Le tre fasi per la comprensione di ciascuna verità sono: 
- Sacca-nana - conoscere la natura della verità.
- Kicca-nana - conoscere ciò che deve essere fatto in relazione a tale verità (esperienza diretta).
- Kata-nana - realizzare ciò che deve essere fatto (piena comprensione, conoscenza).

#### Prima nobile verità
- C'è la sofferenza.
- La sofferenza deve essere compresa.
- Ho compreso la sofferenza.

#### Seconda nobile verità
- Esiste un'origine della sofferenza: è l'attaccamento al desiderio (tanha).
- Il desiderio deve essere lasciato andare.
- Ho lasciato andare il desiderio.

#### Terza nobile verità
- Esiste la cessazione della sofferenza.
- La cessazione della sofferenza deve essere realizzata.
- Ho realizzato la cessazione della sofferenza.

#### Quarta nobile verità
- Esiste un sentiero che porta alla cessazione della sofferenza.
- Il sentiero che porta alla cessazione della sofferenza deve essere coltivato e realizzato.
- Ho coltivato e realizzato il sentiero che porta alla cessazione della sofferenza.

## La dottrina delle quattro nobili verità nel Mahāyāna
La letteratura dei Prajñāpāramitā Sūtra, letteratura canonica a fondamento del Mahāyāna, risalente per le parti più antiche messe per iscritto al I secolo a.C., anticipava la vacuità delle quattro nobili verità, ribadita, tre secoli dopo, nelle opere di Nāgārjuna (II secolo d.C.) e sei secoli dopo nel Visuddhimagga di Buddhaghosa.
Nel II secolo d.C. Nāgārjuna, fondatore della scuola Mādhyamika e patriarca di tutte le scuole Mahāyāna, nella sua opera principale, il Madhyamakakārikā (Stanze del Cammino di mezzo) dedica un intero capitolo, il XXIV, all'analisi delle quattro nobili verità. Anticipando il Visuddhimagga di Buddhaghosa, anche Nāgārjuna spiega come esse siano vuote, introducendo, di seguito, la dottrina delle due verità: la "Verità convenzionale" (san. saṃvṛti-satya) e la "Verità assoluta" (san. paramārtha-satya o śūnyatā-satya). Persino il dolore (duḥkha) non può esibire una propria sussistenza ontologica. Tutto è davvero vuoto di proprietà inerente.
Così anche il mādhyamika Śāntideva (VII-VIII secolo) nel suo Bodhicaryāvatāra:
Mādhyamika: Perché le scritture affermano che non c'è risveglio senza questo sentiero.»
(Bodhicaryāvatāra, IX,40. Trad. it. Śāntideva Bodhicaryāvatāra. Roma, Ubaldini Editore, 1998.)
Il commentatore del Bodhicaryāvatāra di Śāntideva, Prajñākaramati (XI secolo) nel suo Bodhicaryāvatārapañjika arrivò a sostenere che la dottrina delle quattro nobili verità è in contrasto con quella della vacuità e che solo la terza, il nirodha, è una verità ultima, le restanti tre sono elaborate per il mondo, sono "mondane".
Nel Sutra del Loto (Saddharmapundarīka-sūtra, sutra a fondamento del Mahāyāna le cui più antiche redazioni scritte appartengono ad un periodo a cavallo dell'inizio della nostra Era) l'enunciazione delle quattro nobili verità compare nel "Prologo" dello stesso sutra quando il Buddha Shakyamuni ricorda che, "illimitati kalpa fa" comparve nel mondo un altro buddha, denominato Candrasūryapradīpa (Luce della Luna e del Sole) il quale insegnò agli "uditori" (san. śrāvaka, termine con cui nei sūtra mahāyāna vengono indicati i seguaci del Buddismo dei Nikāya) la:

Questa presentazione delle quattro nobili verità nella parte più antica del Sutra del Loto (risalente al I secolo d.C.) indica che secondo le dottrine esposte in questo Sutra, e attribuite da questo testo allo stesso Buddha Śākyamuni, la dottrina delle quattro nobili verità non esaurisce l'insegnamento buddista il quale deve invece mirare all'anuttarā-samyak-saṃbodhi ovvero all'illuminazione profonda e non limitarsi al nirvāṇa generato dalla comprensione delle quattro nobili verità. Nel suo complesso il Sutra del Loto non insiste sulle dottrine del duḥkha (la sofferenza, la prima delle quattro nobili verità) e dell'anitya (impermanenza dei fenomeni), quanto piuttosto su quelle dell'anātman e dello śūnyatā (assenza di sostanzialità inerente a tutti i fenomeni).
Il Dharma esposto nei primi 14 capitoli del Sutra del Loto corrisponde alla verità dell'apparire dei fenomeni secondo la causazione che segue le dieci condizioni (o "talità", sanscrito tathata) descritte nel II capitolo del Sutra. Il Dharma profondo è quindi nella comprensione della causa dei fenomeni; la realizzazione spirituale, la bodhi profonda (l'anuttarā-samyak-saṃbodhi), consiste nel comprendere questa "causa" dell'esistere, mentre la verità della sofferenza (duḥkha), come anche la dottrina dell'anitya, implica solo un giudizio. Nel Sutra del Loto  non viene quindi enfatizzata la verità della sofferenza contenuta nelle quattro nobili verità. Ecco perché quando il Buddha è sollecitato a insegnare la Legge "profonda" (nel II capitolo) non la esprime con la dottrina delle quattro nobili verità (considerata nel Sutra come dottrina hīnayāna), ma la esprime secondo le dieci talità (o condizioni, sanscrito tathātā, dottrina mahāyāna).